# Urosalpinx macra
Urosalpinx macra är en snäckart som beskrevs av Addison Emery Verrill 1884. Urosalpinx macra ingår i släktet Urosalpinx och familjen purpursnäckor. Inga underarter finns listade i Catalogue of Life.